# Margny-sur-Matz
Margny-sur-Matz település Franciaországban, Oise megyében. Lakosainak száma 533 fő (2022. január 1.). Margny-sur-Matz Élincourt-Sainte-Marguerite, Mareuil-la-Motte, Marquéglise, La Neuville-sur-Ressons, Ressons-sur-Matz, Ricquebourg és Vandélicourt községekkel határos.

## Népesség
A település népességének változása:
| Lakosok száma | 527  | 534  | 547  | 536  | 537  | 538  | 540  | 536  | 533  |
|               | 2013 | 2015 | 2016 | 2017 | 2018 | 2019 | 2020 | 2021 | 2022 |